# Kay One
Кеннет Глёклер (Kay One) (7 сентября 1984) — немецкий рэпер и промоутер боксёра Мануэля Чарра с 2014 года.

## Биография
Вырос в Равенсбурге. Мать — филиппинка, отец — немец. С 13 лет начал исполнять рэп, в 2001 году, в 16 лет, выиграл один из самых крупных рэп-конкурсов Германии Royal Rumble в Штутгарте. В 17 лет подписал первый контракт со звукозаписывающей студией, с 2007 года сотрудничал с рэпером Bushido. В 2009 году получил премию Juice Award как «Новичок».

## Дискография

### Студийные альбомы
- 2010 — Kenneth allein zu Haus
- 2010 — Berlins Most Wanted (вместе с Berlins Most Wanted)
- 2012 — Prince of Belvedair
- 2013 — Rich Kidz (под псевдонимом Prince Kay One)
- 2015 — J.G.U.D.Z.S. — Jung genug um drauf zu scheissen
- 2016 — Der Junge von damals
- 2018 — Makers Gonna Make